# Hr.Ms. Beveland (1943)
Hr.Ms. Beveland (FY 237, MV 6, M 862) ex HMS MMS 237 was een Nederlandse mijnenveger van het type MMS 105, vernoemd naar het Zeeuwse Beveland. Het schip werd gebouwd door de Britse scheepswerf Rowhedge Ironworks uit Rowhedge. Hetzelfde jaar dat het schip werd gebouwd werd het in dienst genomen bij de Nederlandse marine.
Van 2 november tot 24 november 1944 nam de Beveland samen met de andere Nederlandse mijnenvegers: Texel, Terschelling, Putten en Vlieland deel aan Operatie Calender. Gedurende Operatie Calender werden 229 grond- en 38 verankerde zeemijnen geruimd in de Westerschelde. Dit met als doel de bevrijde haven van Antwerpen bereikbaar te maken voor geallieerde scheepvaart.
Het schip overleefde de Tweede Wereldoorlog en bleef tot 1956 in Nederlandse dienst, waar het mijnenveegoperaties uitvoerde in de Nederlandse kustwateren. Na uitdienstneming werd het schip in 1957 bruikleen gegeven aan het Zeekadetkorps Nederland.